# 1975 في النمسا
فيما يلي قوائم الأحداث التي وقعت خلال عام 1975 في النمسا.

## كتب
من الكتب التي صدرت هذه السنة في النمسا:
- 1 يناير – ضد المنهج من تأليف بول فايراباند.

## مواليد

### يناير
- 16 يناير – أندريا جريل مترجمة نمساوية.

### أبريل
- 1 أبريل – غيريت جلومسير دراج نمساوي.

### أغسطس
- 6 أغسطس – ريناتا غوتشل متزحلقة جبال الألب نمساوية.[1]

## وفيات

### فبراير
- 14 فبراير – فريدريك بين (مواليد 1915)
- 16 فبراير – دودا (مواليد 1900) مترجم نمساوي.[2]

### يونيو
- 27 يونيو – روبرت شتولتس (مواليد 1880)[3]

### يوليو
- 6 يوليو – أوتو سكورزيني (مواليد 1908) ضابط نمساوي.[4]